# Glukos-6-fosfat
Glukos-6-fosfat, även kallat D-glukopyranos och robison-ester, är en ester av glukos och fosforsyra med formeln C5H4O(OH)4CH2PO4.

## Förekomst
Glukos-6-fosfat förekommer rikligt i kroppens celler. Den är startpunkten för två viktiga metaboliska cykler; glykolysen och pentosfosfatvägen.

## Produktion
I kroppen produceras glukos-6-fosfat genom fosfatering av glukos (C6H7O(OH)5) eller glykogen (polyglukos).
{\displaystyle {\rm {C_{6}H_{7}O(OH)_{5}+{\mathcal {ATP}}\rightarrow C_{5}H_{4}O(OH)_{4}CH_{2}PO_{4}+{\mathcal {ADP}}}}}
Processen drivs genom att ATP hydrolyseras till ADP.

## Glykolys
I glykolysen omvandlas glukos-6-fosfat av isomeraser till fruktos-6-fosfat för att sedan fosforyleras en gång till och bli fruktos-1,6-bifosfat.